# Warwick (Rhode Island)
Warwick er en amerikansk by i Kent County, i staten Rhode Island. I 2010 havde byen et indbyggertal på 82.672.

## Ekstern henvisning
- Warwicks hjemmeside (engelsk)

41°43′N 71°25′V / 41.72°N 71.42°V